# Lao Chải, Tuyên Quang
Lao Chải là một xã thuộc tỉnh Tuyên Quang, Việt Nam.

## Địa lý
Xã Lao Chải có vị trí địa lý:
- Phía đông giáp xã Xín Chải và xã Phương Tiến
- Phía tây giáp huyện Hoàng Su Phì và Trung Quốc
- Phía nam giáp huyện Hoàng Su Phì
- Phía bắc giáp Trung Quốc và xã Xín Chải.

Xã Lao Chải có diện tích 49,84 km², dân số năm 2019 là 2.371 người, mật độ dân số đạt 48 người/km².

## Hành chính
Xã Lao Chải được chia thành 7 thôn, bản: Lùng Chủ Phùng, Cáo Sào, Bản Phùng, Nặm Lăn, Nặm Lịch, Nặm Tăm, Nặm Tà.

## Lịch sử
Sau năm 1975, Lao Chải là một xã thuộc huyện Vị Xuyên.
Ngày 14 tháng 5 năm 1981, Hội đồng Chính phủ ban hành Quyết định 185/1981/QĐ-CP về việc tách xóm Tà Ván của xã Lao Chải để sáp nhập vào xã Xín Chải.